# Mirson Volina
Mirson Volina (* 8. Januar 1990) ist ein nordmazedonischer Fußballspieler, der auch die Staatsbürgerschaft der Schweiz und von Albanien besitzt.

## Verein
Mirson Volina spielte seit dem 8. August 2007 für den FC Thun. Zunächst wurde er in der U-18 eingesetzt, anschließend in der U-21. Am 2. März 2008 gab er sein Debüt in der 1. Mannschaft des FC Thun beim Meisterschaftsspiel gegen den FC Basel, in der höchsten Spielklasse der Schweiz, der Axpo Super League. Es blieb bei diesem einen Einsatz. In der Saison 2009/10 gehörte er zwar zum erweiterten Kader der 1. Mannschaft, wurde aber in der Meisterschaft nicht eingesetzt. Volina wurde jedoch bei zwei Cupspielen gegen Challenge-League-Clubs eingewechselt. Beim Spiel gegen den FC Winterthur betrat er in der 74. Minute das Feld und erzielte in der Verlängerung bei Stand von 2:2 zwischen der 104. und 115. Minute zwei Treffer für den FC Thun und sorgte damit für den Vorstoß ins Viertelfinale des Schweizer Cup. Bei der Begegnung gegen den SC Kriens wurde er in der 79. Minute eingewechselt und erzielte den einzigen Treffer der Berner Oberländer.
Da der FC Thun in der 1. Mannschaft auf andere gute Mittelfeldspieler zurückgreifen konnte, setzte man Volina bevorzugt in der U-21 ein. Der Mittelfeldakteur, der zur Nachwuchs-Stammelf zählt, stand mit der Mannschaft des FC Thun U-21 bereits ein Spiel vor Saisonende als erster der 2. Gruppe in der 2. Liga Interregional fest. Die U-21 stieg somit in die 1. Liga auf (dritthöchste Spielklasse). Wenngleich Volina in der Saison 2009/10 nicht für die 1. Mannschaft im Einsatz stand, so kann er als Mitglied des erweiterten Kaders einen doppelten Aufstieg feiern, da die 1. Mannschaft Challenge-League-Meister wurde und in die Super League aufstieg. Im Sommer 2012 wurde er für sechs Monate an den FC Biel-Bienne verliehen.
Die Saison 2013/14 verbrachte Volina dann beim deutschen Regionalligisten SC Pfullendorf und wechselte anschließend weiter zu den Sportfreunden Siegen. Von dort ging er ein halbes Jahr später zurück in die Schweiz zum Drittligisten FC Breitenrain. Seit 2020 steht er nun beim Amateurverein FC Prishtina Bern in der 6. Liga unter Vertrag.

## Nationalmannschaft
Am 26. Mai 2010 wurde Volina bei einem 2:2-Unentschieden im Freundschaftsspiel der albanischen U-21 Nationalmannschaft gegen Polen in der 87. Minute für Sabien Lila eingewechselt.